# Delias aganippe
Delias aganippe, a madeira branca ou Jezebel vermelha-manchada, é uma borboleta da família Pieridae. É endémica para a Austrália.
A envergadura é de 60 a 70 milímetros.
As larvas alimentam-se das espécies Exocarpos, Santalum e Amyema.

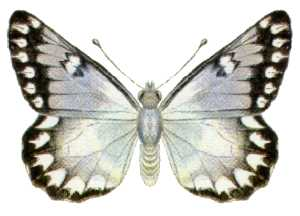
Male of Delias aganippe. Espécimen montado
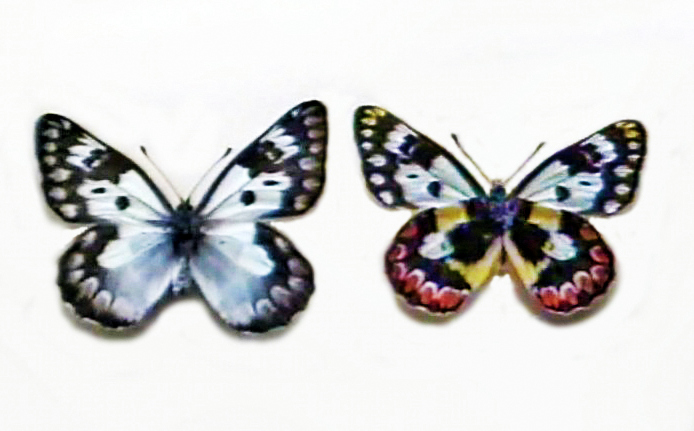
Female of Delias aganippe. Vista de lado e de cima
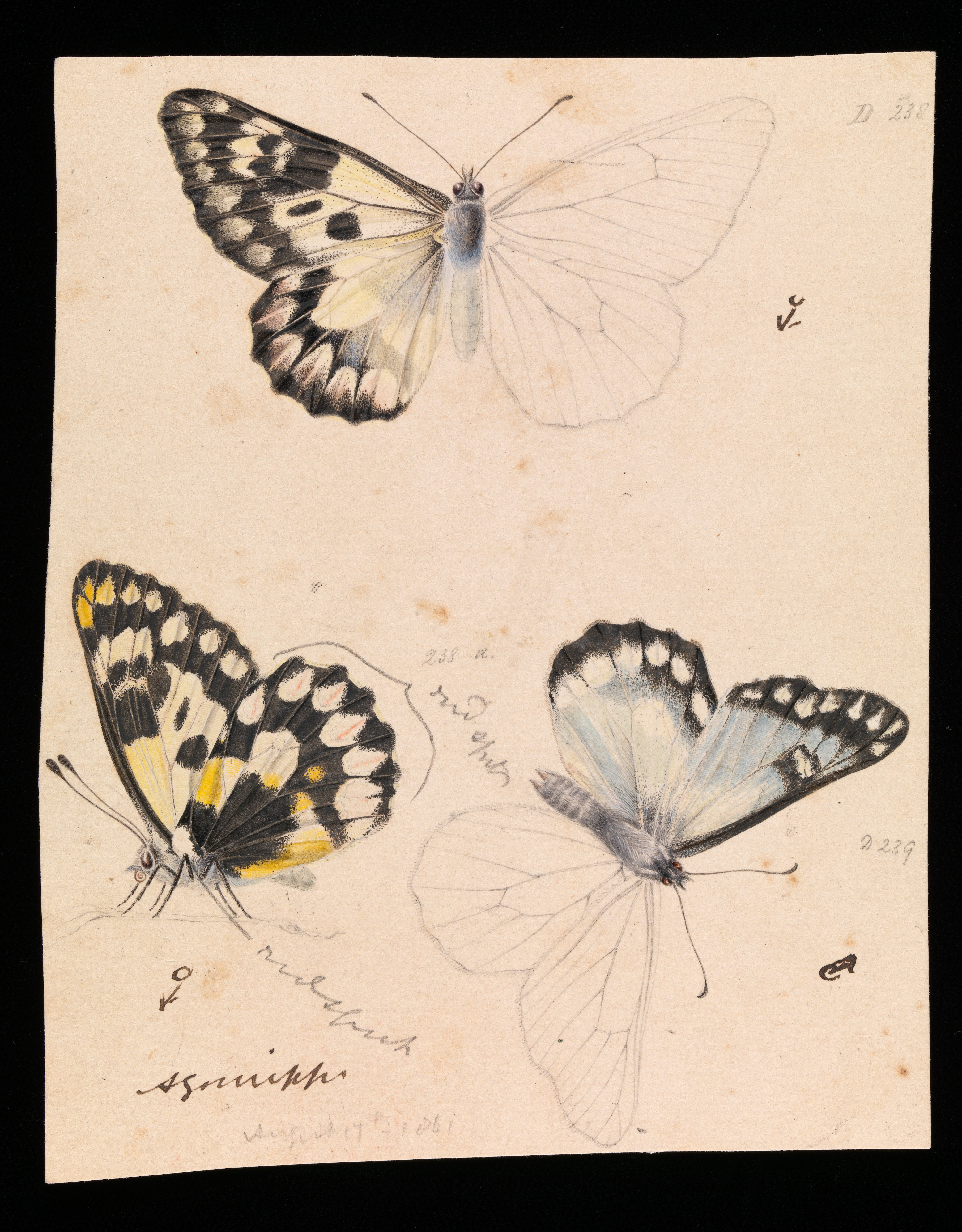
Ilustração da Borboleta Wood White